# Vừa nhắm mắt vừa mở cửa sổ
Vừa nhắm mắt vừa mở cửa sổ là tên một truyện dài dành cho thiếu nhi xuất bản năm 2004 của nhà văn, họa sĩ Nguyễn Ngọc Thuần. Nó có 191 trang và 19 chương.

## Nội dung
Truyện gồm những thiên truyện nhỏ kể theo ngôi thứ nhất của cậu bé 10 tuổi tên là Dũng về cuộc sống quanh cậu, từ những thứ nhỏ nhặt từ cái răng khểnh, ngón tay cho đến chuyện một người quen có con vì sinh non nên đã qua đời. Cuốn truyện gồm các chuyện giản dị về làng quê dưới con mắt trẻ con.

## Phát hành
Cuốn sách đã giành được giải Vàng trong Giải A cuộc thi Vận động sáng tác văn học cho thiếu nhi năm 2002 do Nhà xuất bản Trẻ và Hội Nhà văn TP. HCM tổ chức và được phát hành lần đầu năm 2004. Sách đã được tái bản nhiều lần. Tiếp đó, năm 2007, truyện được dịch qua tiếng Thuỵ Điển với tên Blunda och öppna ditt fönster và đến năm 2008 đã giành được giải Peter Pan của Thuỵ Điển cho mảng văn học thiếu nhi. Ngoài ra, sách cũng được chuyển ngữ sang tiếng Anh dưới tên Open the windows, eyes closed.